# C/2018 M1 (Catalina)
C/2018 M1 (Catalina) — короткоперіодична комета типу комети Галлея. Відкрита 25 червня 2018 року; була 17.6m на час відкриття.